# IC Markets
IC Markets é uma sociedade bursátil de agentes de câmbio e bolsa a retalho fundada na Austrália e com a sede em Sydney, que gesta suas atividades online e que trabalha com os contratos por diferença, que comercia os instrumentos financeiros derivados. A IC Markets é especializada nos CFD no mercado forex, os índices, os produtos básicos, os títulos e a bolsa de valores em Ásia, América Latina, os países do Oriente Médio, Austrália e Europa.

## História
O operador da IC Markets fundou-se em 2007 em Sydney, Austrália, pelo empresário Andrew Budzinski. Em 2009 a Comissão de Austrália de títulos e investimentos otorgou à IC Markets a licença do Serviço de controlo financeiro de Austrália sob o número 335692.
Em 2015 a IC Markets declarou que teria coberto o saldo negativo que seguiu por trás de queda brusca de franco suíço que teve lugar aos 15 de Janeiro de 2015.
Em Setembro de 2017 a IC Markets declarou sobre os volumes de recorde de operações comerciais em Agosto que eram formados em total de 343 bilhões de dólares estadounidenses. O mesmo ano a IC Markets introduziu 4 criptomoedas no sortido de suas moedas.
Em Junho de 2018 a IC Markets declarou sobre o volume de recorde meio diário que foi de 19.4 bilhões de dólares estadounidenses em Maio e o volume meio mensal total na quantia de 447 bilhões de dólares estadounidenses. O meio diário de 19.4 bilhões de dólares estadounidenses em Maio indicou sobre o aumento de 24% em comparação com primeiro trimestre de 2018 quando o volume era em promédio de 15.6 bilhões de dólares estadounidenses. O volume meio mensal em Maio que era em total de 447 bilhões de dólares estadounidenses indica sobre o aumento de 30% (aumento a mais de 100 bilhões de dólares estadounidenses) em comparação com 343 bilhões de dólares estadounidenses sobre os que foi comunicado em Agosto de 2017. Em Outubro de 2018 a empresa declarou de outorgamento da licença de Chipre.
Em Dezembro de 2019 Nick Twidal foi designado de diretor geral.

## Operações
A sede da IC Markets fica em Sydney, Austrália, e suas empresas são registadas nas Seicheles, Bahamas e em Chipre.

### Plataformas e comércio dos dispositivos móveis
A IC Markets propõe gestar suas atividades nas plataformas MetaTrader, bem como em Ctrader, e suporta as ferramentas que funcionam através da internet, no regime autônomo no computador e os dispositivos móveis.

### Criptomoedas
Em 2017 a IC Markets pôs em funcionamento o cripto CFD em Bitcoin, moedas de bitcoin (Bitcoin Cash), Ethereum, Dash, Litecoin, Ripple, EOS, Emercoin, Namecoin e PeerCoin.

### Índices
Os índices bursáteis que são abarcadas com CFD do operador da IC Markets incluem os seguintes: S&P 500, índice Dow-Jones para ações das empresas industriais, índice FTSE e índice australiano S&P 200.

### Artigos de comércio
A IC Markets oferece CFD para seguintes artigos de comércio: metais preciosos, artigos de comércio agrícolas e recursos energéticos, inclusive o petróleo cru de classe WTI, Brant e gás natural.

### Regulação
As atividades da IC Markets são controladas pela Comissão de Chipre de títulos e bolsas na UE. É autorizado gestar suas atividades pelo Serviço de supervisão financeira nas Seicheles, a Agência de Padrões em Bahamas e a Comissão de Austrália de títulos e investimentos em Austrália.